# لورين تايلور
لورين تايلور (بالإنجليزية: Lorraine Taylor)‏ (20 سبتمبر 1961 بنيوزيلندا - 3 مايو 2025) هي لاعبة كرة قدم نيوزلندية في مركز الوسط. شاركت مع منتخب نيوزيلندا الوطني لكرة القدم للنساء.

## وصلات خارجية
- لورين تايلور على موقع الاتحاد الدولي (مؤرشف)  (الإنجليزية)